# Svendborg Håndboldklub
Svendborg Håndboldklub (SH) er en dansk håndboldklub fra Svendborg, stiftet 13. marts 1940. Klubbens hjemmebane er Svendborg Idrætshal, der har plads til 1.922 tilskuere, hvoraf 625 er siddepladser. 
Svendborg Håndboldklub har 2 gange vundet det danske mesterskab (1961 og 1979) samt pokalfinalen 1975 og 1976
Klubbens førstehold hos herrerne spiller i 2013/14-sæsonen i 1. division og hos damerne i 2. division. I foråret 2013 havde klubbens herrehold egentlig tabt oprykningskampene til 1. division mod Stoholm Håndbold, men efter at Viborg HK havde trukket sit ligahold, blev der en plads til overs i 1. division i sæsonen 2013/14, så klubben tog imod tilbuddet om oprykning.